# Terra de ningú (pel·lícula)
Terra de ningú (títol original: No Man's Land) és una pel·lícula estatunidenca de 1987 dirigida per Peter Werner. Brad Pitt hi té el seu primer paper, en un rol menor. Ha estat doblada al català.

## Argument
Benjy Taylor és un oficial de policia infiltrat en una banda de lladres de cotxes dirigit per Ted Varrick.
Benjy té per missió acorralar Varrick, i per això, ha d'infiltrar-se en el món dels negocis i dels diners fàcils al volant dels Porsche. Freqüenta llavors l'univers perillós però apassionant del món dels negocis.
Taylor guanya la confiança de Varrick; esdevenen per dir-ho així molt bons amics. Taylor té una aventura amb la germana de Varrick, Anne, i s'enamora. Aleshores les coses es compliquen, Taylor és desemmascarat.

## Repartiment
- D. B. Sweeney: Benjy Taylor
- Charlie Sheen: Ted Varrick
- Lara Harris: Ann Varrick
- Randy Quaid: Tinent Vincent Bracey
- M. Emmet Walsh: Capità Haun
- Brad Pitt (no surt als crèdits): un criat (aparició al minut 20, quan el grup de música acaba la seva cançó)
- R.D. Call: Frank Martin